# 淡路通子
淡路 通子（あわじ みちこ、本名非公開、1924年 - 2007年（平成19年））は宝塚歌劇団で演技講師を務めた人物。元宝塚歌劇団花組・星組組長。兵庫県宝塚市出身。宝塚歌劇団時代の愛称はおふくちゃん、おふくろさん。

芸名は小倉百人一首の第78番：源兼昌の
から命名された。

## 略歴
1936年、26期生として、宝塚歌劇団に入団。
1965年に花組組長就任。
1975年に花組組長を退任し、星組組長就任。
1979年、星組組長を退任。
1984年に宝塚歌劇団を退団。
退団後は宝塚歌劇団演技講師に転身した。
2007年逝去。
2014年、創設された「宝塚歌劇の殿堂」最初の100人のひとりとして殿堂入り。

## 宝塚歌劇団時代の主な舞台
- 『ブロードウェイ・テンペスト』ネープレス夫人 役（1964年）
- 『龍風夢』鳳仙 役（1967年）
- 『マイ・アイドル』マダム 役（1968年）
- 『ドリーム・ア・ドリーム』オルタンス 役（1970年）
- 『人魚姫』魔女 役（1971年）
- 『この恋は雲の涯まで』オサヤ 役（1973年）
- 『花のお嬢吉三』頭取 役（1974年）
- 『ベルサイユのばら-アンドレとオスカル編-』オルレアン公爵夫人 役（1975年）
- 『ベルサイユのばらIII』ベザンバール公爵夫人/フェルゼンの母 役（1976年）
- 『風と共に去りぬ』ミード夫人 役（1977年）
- 『アンタレスの星』エルミーヌ 役（1979年）
- 『去りゆきし君がために』ルチャ 役（1980年）
- 『翔んでアラビアン・ナイト』マイムーネ 役（1983年）

## 映画出演
- 娘十八お転婆時代（1952年、東宝）＊特別出演